# Chromozom X

Schéma jedné chromatidy lidského chromozomu X

Chromozom X je pohlavní chromozom přítomný u mnoha skupin živočichů včetně člověka (druhým je chromozom Y). Na základě chromozomů X a Y je založeno jedno z nejčastějších systémů určení pohlaví: buňky s dvěma chromozomy X (XX) jsou samice a buňky XY představují samce. Chromozom X byl pojmenován podle svých unikátních vlastností, načež byl druhý objevený chromozom Y pojmenován jakožto jeho protipól.

## Lidský chromozom X
Chromozom X je submetacentrický, rozměrově jednoznačně větší chromozom než chromozom Y. Má velikost asi 155 milionů párů bází (Mbp). Obsahuje 1098 genů. Pouze 54 z nich má svůj protějšek v chromozomu Y, a tato oblast DNA s 54 geny se při meióze u mužů spáruje a dochází v ní ke crossing-overu. U žen, jejichž somatické buňky obsahují tyto chromozomy dva, je jeden z gonozomů umlčen v tzv. Barrovo tělísko. V tomto stavu je nejméně 75 % jeho genů neaktivních (nedochází k transkripci), jisté geny však této inaktivaci unikají.
Choromozom X je delší než chromozom Y, proto obsahuje více DNA čili i větší počet genů.

## Související genetické choroby
- Turnerův syndrom – ženy s pouze jedním X chromozomem (X0)
- XXX syndrom – ženy se třemi X chromozomy (trisomie X, XXX)
- Klinefelterův syndrom – muži s jedním přebývajícím X chromozomem (XXY)
- Syndrom fragilního X